# Sebeș, Brașov
Sebeș (în maghiară Sebes) este un sat în comuna Hârseni din județul Brașov, Transilvania, România. Se află la 15 de km de municipiul Făgăraș. Satul este situat în valea râului Sebeș, zonă geografică cu păduri de brazi și munți.

## Stema Sebeș
Stema Sebeșului este împărțită în patru cadrane inegale: în partea stângă sus sunt reprezentați munții care străjuiesc satul, în partea dreaptă sus sunt reprezentate câteva spice de grâu ce reprezintă lanurile nesfârșite de grâu, în dreapta jos este reprezentat un bivol (animal foarte întâlnit aici), iar în stânga jos este reprezentat un tractor ce reprezintă agricultura înfloritoare.

## Istorie
Prima mențiune oficială cu privire la satul Sebeș datează din anul 1453, din timpul când Ducatul Făgărașului era sub stăpânirea domnilor munteni până în 1464, adică de 174 de ani de la plecarea lui Radu Negru. În acest an când a fost atestat documentar, Stanciu Dijanul din Dejani primea alături de alte sate, printr-o diplomă dată de Vladislav al II-lea, jumătate din satul Sebeș. Informația este foarte importantă, fiindcă, în documente, satul Sebeș apare abia în urbariile din secolul al XVII-lea când se vorbește la Sebeș de un boier Comșa cu cei cinci fii ai săi: Iovan, Domboie, Roman, Stana și Onea. Ei au opt vecini (iobagi), o pătrime din muntele Groapa, altă pătrime fiind a iobagilor, fânați de cinci care și arătura de 60 câble. Vorbind de situația social-politică a țăranilor sub stăpânirea domnilor munteni se poate spune că, în această perioadă, țăranii din Sebeș erau oameni liberi, singurul lor stăpân  fiind voievodul, față de care aveau anumite obligații financiare și militare. Domnii munteni aveau însă nevoie de o clasă politică  care să conducă destinele colectivității sătești și să țină legătura cu voievodul și cu divanul domnesc. În acest sens, ca urmare a unor servicii deosebite, militare mai ales, domnii munteni, prin diplome voievodale au înnobilat pe anumiți țărani, acestora sub titlul de boieri, domnul dându-le moșii, păduri, munți, scutindu-i de dări în schimbul slujbelor administrative și militare pentru voievod. 
Din anul 1464 până în anul 1690, timp de 226 de ani Ducatul Făgărașului, se află sub stăpânirea regilor unguri și a principilor ardeleni, de multe ori această țărișoară fiind donată soțiilor voievozilor ardeleni sau altor persoane importante. Din 1690 Țara Făgărașului trece sub stăpânire habsburgică. Țăranii din Sebeș, suportând cu greu condiția de tolerați și iobagi, încet trec la religia greco-catolică, pentru acești fii ai munților, libertatea fiind suprema valoare așa cum se va vedea și mai târziu. 
În anul 1733, când episcopul român unit cu Roma (greco-catolic) Inocențiu Micu-Klein a organizat o conscripțiune în Ardeal, în localitatea românească Sebeș erau recenzate un număr de 40 de familii. Cu alte cuvinte, în localitatea Sebeș (ortografiat Sebes), în anul 1733, trăiau circa 200 de persoane. Din registrul aceleiași conscripțiuni mai aflăm numele celor doi preoți greco-catolici care funcționau la Sebeș: Kracsun și Itul. În Sebeșul anului 1733 exista o biserică. În acea epocă, parohia greco-catolică de la Sebeș făcea parte din Protopopiatul de la Veneția de Jos. Denumirea satului și numele preoților erau redate în ortografie maghiară, întrucât rezultatele conscripțiunii urmau să fie remise unei comisii formate din neromâni, și în majoritate unguri.
În 1765, satul a fost militarizat în întregime și a făcut parte din Compania a X-a de graniță a Regimentului I de Graniță de la Orlat până în 1851 când a fost desființat.
În perioada Dualismului austro-ungar (1867-1918) și la Sebeș ca în toată Transilvania, începe un amplu proces de maghiarizare: învățământ în limba maghiară, eliminarea completă a manualelor românești, maghiarizarea numelor și a prenumelor în registrele stării civile, o neroadă campanie de sincronizare a portului țăranului român cu portul țăranilor unguri și multe alte nedreptăți. După primul război mondial, în anul 1918, în Transilvania a început o amplă mișcare populară pentru unirea Transilvaniei cu patria mamă. Țăranii din Sebeș abia întorși de pe front s-au constituit în garda națională care va dezarma jandarmii unguri, proclamând stăpânirea românească, bucuria satului s-a manifestat printr-o horă și prin ridicarea steagului românesc pe turla bisericii.

### Istoria Bisericii
Înainte de 1840, biserica satului era din lemn și era situată pe o străduță laterală. În anul 1840, s-a încheiat ridicarea actualei biserici cu hramul Sfântului Nicolae situată pe strada principală. În anul 1948, printr-un decret abuziv al autorităților comuniste ale vremii, biserica greco-catolică din România a fost interzisă, iar patrimoniul bisericii a fost dat în folosința cultului ortodox și a Statului comunist.

## Ocupațiile locuitorilor
Prima ocupație a țăranilor din Sebeș a fost păduritul ca dovadă în sat au fost 4 gatere astăzi toate demolate. Cu timpul păduritul nemaiaducând venituri, sătenii au început să se ocupe mai intens de agricultură. Având o suprafață arabilă de 377 ha, în mare parte realizată prin defrișări, cu pământ dușmănos, opunându-se  realizării unor producții spectaculoase, plugarii din Sebeș, prin inteligență, meșteșug și mare trudă au reușit să transforme ogoarele lor pietroase, lutoase și reci într-un paradis vegetal. La ora actuală cultura de baza o reprezintă cartoful, sătenii obținând din vinderea cartofilor sume importante. Ca urmare, au sporit enorm investițiile în mașini agricole, în Sebeș fiind astăzi circa 70 de tractoare și 5 combine; totuși de 1-2 ani, se observă o regresie în agricultură multe pământuri arabile rămânând necultivate datorită îmbătrânirii populației. Această îmbătrânire a populației se datorează migrării tineretului în țările occidentale. Cu o suprafață de 212 ha de fânețe și multe pășuni în golul de munte, în Sebeș au existat condiții excelente pentru creșterea vitelor, boi, vaci, cai, bivoli și oi. Mândria oamenilor de altă dată era dată de frumusețea boilor. Boii apar ca motiv central în cântecele satului, în ceremoniile de nuntă, cea mai importantă parte a zestrei unei fete fiind o pereche de boi.

## Locuința și gospodăria țăranului sebeșean
În vechime toate casele precum și acareturile erau confecționate din lemn și acoperite cu jipi. Casa arhaică se compunea din trei încăperi: tinda cu cuptorul, casa dinainte și celarul, mobilierul era foarte simplu, un pat, o masă, lăzi, lăiți și scaune cu trei picioare. Pe pat erau așezate lepedeauăle și pernele, stivuite până la grindă. Toate casele se spoiau anual cu o singură culoare: albastru, încât la sărbători totul strălucea ca o imensă și fantastică grădină de albastrele. Gospodăria țărănească se compunea din: sușop, șop, grajd, felderă, cocină, șură si țarc pentru oi. În prezent satul se compune numai din case de cărămidă, cele din lemn au dispărut, spre paguba culturii naționale românești.

### Portul tradițional
Portul țăranului sebeșean este de o mare frumusețe și varietate. Piesele portului tradițional pentru femei sunt: ia, pieptărelul, poalele, crătința, șurțul, betele, iar peste costum se purta frijura. Portul bărbătesc se compunea din căciula rotilată, pieptar, cămașă, șerpar, cioareci, opinci și frijură.